# Fabián Puerta
Pour les articles homonymes, voir Puerta.
Puerta  Zapata est un nom espagnol. Le premier nom de famille, en général paternel, est Puerta ; le second, en général maternel, souvent omis, est Zapata.
Fabián Hernando Puerta Zapata, né le 12 juillet 1991 à Caldas (département d'Antioquia), est un coureur cycliste sur piste colombien, spécialisé dans les épreuves de vitesse. Il est notamment  champion du monde de keirin en 2018.

## Repères biographiques
En 2009, avec le maillot de la ligue cycliste d'Antioquia, Fabián Puerta participe pour la première fois aux championnats de Colombie qui se déroule dans le vélodrome Rafael Vásquez de Barranquilla.
Il intègre la sélection nationale en 2010, où il représente son pays dans trois grandes compétitions. En mars, à domicile, il remporte deux médailles d'or, lors des Jeux sud-américains de Medellín. Avec Leonardo Narváez et Diego Tamayo, il gagne le titre de la vitesse par équipes puis s'adjuge le kilomètre. À cette occasion, il bat le record sud-américain de la distance, détenu depuis 1978, par l'Argentin José Ruchansky. En mai, au Mexique, pendant les championnats panaméricains d'Aguascalientes, et avec les mêmes coéquipiers, il récidive. Par contre en juillet, aux Jeux d'Amérique centrale et des Caraïbes de Mayagüez, à Porto Rico, ils doivent se contenter de l'argent, battus par les Vénézuéliens (vice-champions panaméricains, deux mois plus tôt). Pourtant vainqueur de sa série, il ne peut terminer le deuxième tour du keirin. Mais le dernier jour, il s'approprie le titre du kilomètre, en battant le record des Jeux, datant de 1990.  
Profitant de l'absence de bon nombre d'athlètes et notamment de tous les médaillés des derniers Jeux, Fabián Puerta réalise une excellente première manche de coupe du monde 2012-2013. À Cali, il gagne le kilomètre, le keirin et termine deuxième de la vitesse individuelle. Le premier jour, il dispute les qualifications de la vitesse par équipes. Lui et ses équipiers sont disqualifiés pour deux faux-départs. Le soir, il se présente à l'épreuve du kilomètre contre-la-montre. Après un départ moyen (septième temps au bout de 125 mètres), il passe deuxième, à l'issue du deuxième tour, puis s'empare de la tête, après 625 mètres, pour ne plus la quitter. Il est le plus rapide sur les trois derniers tours et bat le record de Colombie. Le lendemain matin, il s'impose dans sa série du keirin. Derrière le Chinois Saifei Bao, il contrôle ses adversaires puis prend la direction des opérations à deux tours de l'arrivée, pour ne plus être rejoint. Il devance le Vénézuélien Ángel Pulgar et se qualifie directement pour les demi-finales. Le soir même, il remporte sa seconde épreuve de coupe du monde, en s'adjugeant la finale du keirin. Après avoir dominé ses adversaires en demies, il s'impose devant le Japonais Tomoyuki Kawabata et l'Allemand Marc Schröder. Le matin du troisième jour, il réalise le deuxième temps du 200 mètres lancé. Il se qualifie ainsi pour les seizièmes de finale. Il atteint, sans encombre, la finale sans perdre la moindre manche. Il se retrouve face à l'Allemand Philipp Thiele, meilleur temps des qualifications (pour un millième). À l'issue d'un duel très serré, celui-ci bat le Colombien en deux manches sèches. Ces résultats lui permettent de se tourner vers l'avenir avec beaucoup de confiance et d'optimisme, a-t-il confié.
Lors des mondiaux sur piste 2015, il termine septième du keirin, après être passé par les repêchages. Il prend également la cinquième place du kilomètre contre-la-montre. Lors de l'échauffement du tournoi de vitesse, il est victime d'une grosse chute et doit déclarer forfait pour la suite de la compétition.
Aux mondiaux sur piste de 2018, il devient champion du monde du keirin. En août de la même année, l'UCI annonce qu'il est provisoirement suspendu après avoir été contrôlé positif au boldenone (stéroïde anabolisant) quelques jours avant son titre national au keirin. En décembre 2020, l'UCI annonce qu'il est suspendu pendant quatre ans jusqu'en août 2022. Il emprunte de l'argent et dépense toutes ses économies pour prouver son innocence et faire appel de cette suspension devant le Tribunal arbitral du sport, mais celle-ci est confirmée,.
En mai 2022, il annonce son intention de faire son retour à la compétition en août de la même année. En l'absence des meilleurs coureurs sud-américains (disputant les championnats du monde aux mêmes dates), Fabián Puerta renoue avec les podiums lors des Jeux sud-américains en octobre. 

## Vie privée
Il est marié à la cycliste Juliana Gaviria et son beau-frère est donc Fernando Gaviria. En 2017, le couple a eu un garçon.

## Palmarès

### Jeux olympiques
- Londres 2012
  - 15e du keirin.
- Rio 2016
  - 5e du keirin.
  - 10e de la vitesse individuelle.

### Championnats du monde
| Édition / Épreuve              | Kilomètre | Keirin | Vitesse individuelle | Vitesse par équipes |
| Apeldoorn 2011                 | 12e       | 19e,   |                      | 16e                 |
| Melbourne 2012                 | 18e       | 13e,   | 38e                  |                     |
| Minsk 2013                     |           | 17e,   | 22e,                 |                     |
| Cali 2014                      | 6e        | Argent |                      |                     |
| Saint-Quentin-en-Yvelines 2015 | 5e        | 7e,    |                      |                     |
| Londres 2016                   |           | 17e,   | 5e,                  |                     |
| Hong Kong 2017                 | 17e       | Argent | 19e,                 | 11e                 |
| Apeldoorn 2018                 | 7e        | Or     | 18e                  |                     |

### Coupe du monde
- 2012-2013
  - 1er du classement général du kilomètre
  - 1er du keirin à Cali
  - 1er du kilomètre à Cali
  - 2e de la vitesse individuelle à Cali
- 2014-2015
  - 1er du classement général du keirin
  - 1er du keirin à Cali
  - 2e du keirin à Londres
  - 3e du keirin à Guadalajara
  - 1er du classement général de la vitesse individuelle
  - 2e de la vitesse à Londres
  - 3e de la vitesse à Guadalajara
  - 3e de la vitesse à Cali
- 2016-2017
  - 1er du keirin à Cali
  - 1er du keirin à Los Angeles

### Championnats panaméricains
- Aguascalientes 2010
  -  Médaillé d'or de la vitesse par équipes.
- Medellín 2011
  -  Médaillé d'or du keirin.
  -  Médaillé d'or de la vitesse par équipes.
  -  Médaillé de bronze du kilomètre.
  - Sixième de la vitesse individuelle[56].
- Mar del Plata 2012
  -  Médaillé d'or du keirin.
  -  Médaillé de bronze de la vitesse individuelle.
- Mexico 2013
  -  Médaillé d'or du kilomètre.
  -  Médaillé d'or du keirin.
  - Quatrième de la vitesse par équipes[57].
  - Neuvième de la vitesse individuelle[58].
- Aguascalientes 2014
  -  Médaillé d'or du keirin.
  -  Médaillé d'argent de la vitesse individuelle.
  -  Médaillé d'argent de la vitesse par équipes (avec Rubén Darío Murillo et Santiago Ramírez).
- Santiago 2015
  -  Médaillé d'or du keirin.
  -  Médaillé d'or de la vitesse individuelle.
  - Cinquième de la vitesse par équipes (avec Santiago Ramírez et Rubén Darío Murillo)[59].
- Aguascalientes 2016
  -  Médaillé d'or du keirin.
  -  Médaillé d'or de la vitesse individuelle.
  -  Médaillé d'or de la vitesse par équipes (avec Rubén Darío Murillo et Santiago Ramírez).
- Couva 2017
  -  Médaillé d'or du kilomètre.
  -  Médaillé d'or du keirin.
  -  Médaillé d'or de la vitesse par équipes (avec Rubén Darío Murillo et Santiago Ramírez).
  -  Médaillé d'argent de la vitesse individuelle.

### Jeux panaméricains
- Guadalajara 2011
  -  Médaillé d'or du keirin.
  -  Médaillé d'argent de la vitesse individuelle.
  -  Médaillé de bronze de la vitesse par équipes.
- Toronto 2015
  -  Médaillé d'or du keirin.
  - Quatrième de la vitesse par équipes (avec Anderson Parra et Santiago Ramírez)[60].
  - Huitième de la vitesse individuelle[61] (éliminé en quarts de finale[62]).

### Jeux d'Amérique centrale et des Caraïbes
- Mayagüez 2010
  -  Médaillé d'or du kilomètre
  -  Médaillé d'argent de la vitesse par équipes
- Veracruz 2014
  -  Médaillé d'or du kilomètre
  -  Médaillé d'or du keirin
  -  Médaillé d'or de la vitesse individuelle
  -  Médaillé d'argent de la vitesse par équipes
- Barranquilla 2018
  -  Médaillé d'or du keirin
  -  Médaillé d'argent de la vitesse individuelle

### Jeux sud-américains
- Medellín 2010
  -  Médaillé d'or du kilomètre
  -  Médaillé d'or de la vitesse par équipes
- Santiago 2014
  -  Médaillé d'or du keirin
  -  Médaillé d'or de la vitesse
  -  Médaillé d'argent de la vitesse par équipes
- Cochabamba 2018
  -  Médaillé d'or de la vitesse
  -  Médaillé d'or de la vitesse par équipes
  -  Médaillé d'argent du keirin
- Asuncion 2022
  -  Médaillé d'or du keirin
  -  Médaillé d'argent de la vitesse

### Jeux bolivariens
- Trujillo 2013
  -  Médaillé d'or du kilomètre.
  -  Médaillé d'or du keirin.
  -  Médaillé d'or de la vitesse individuelle.
  -  Médaillé d'argent de la vitesse par équipes.
- Santa Marta 2017
  -  Médaillé d'or du kilomètre.
  -  Médaillé d'or du keirin.
  -  Médaillé d'or de la vitesse individuelle.
  -  Médaillé d'or de la vitesse par équipes (avec Rubén Darío Murillo et Santiago Ramírez).

### Championnats de Colombie
- Medellín 2010
  -  Médaillé d'or du kilomètre[63].
  -  Médaillé d'or du keirin[64].
  -  Médaillé d'or de la vitesse individuelle[65].
  -  Médaillé d'or de la vitesse par équipes (avec Rubén Darío Murillo et Jonathan Marín)[66].
- Bogota 2011
  -  Médaillé d'or du kilomètre[67].
  -  Médaillé d'or du keirin[68].
  -  Médaillé d'or de la vitesse individuelle[69].
- Cali 2012
  -  Médaillé d'or du kilomètre des XIX Juegos Deportivos Nacionales[70].
  -  Médaillé d'or du keirin des XIX Juegos Deportivos Nacionales[71].
  -  Médaillé d'or de la vitesse par équipes des XIX Juegos Deportivos Nacionales (avec Rubén Darío Murillo et Jonathan Marín)[72].
  -  Médaillé d'argent de la vitesse individuelle des XIX Juegos Deportivos Nacionales[73].
- Medellín 2013
  -  Médaillé d'or du kilomètre[74].
  -  Médaillé d'or du keirin[75].
  -  Médaillé d'or de la vitesse individuelle[76].
  -  Médaillé d'or de la vitesse par équipes (avec Santiago Ramírez et Rubén Darío Murillo)[77].
- Medellín 2014
  -  Médaillé d'or du kilomètre[78].
  -  Médaillé d'or du keirin[79].
  -  Médaillé d'or de la vitesse individuelle[80].
- Cali 2015
  -  Médaillé d'or de la vitesse individuelle[81].
  -  Médaillé d'argent de la vitesse par équipes (avec Rubén Darío Murillo et Santiago Ramírez)[82].
- Cali 2017
  -  Médaillé d'or du kilomètre[83].
  -  Médaillé d'or de la vitesse par équipes (avec Rubén Darío Murillo et Santiago Ramírez)[84].
  -  Médaillé d'argent de la vitesse individuelle[85].
- Cali 2018
  -  Médaillé d'or du keirin[86].
  -  Médaillé de bronze de la vitesse par équipes (avec Rubén Darío Murillo et Juan David Ochoa)[87].
- Medellín 2023
  -  Médaillé d'argent du keirin[88].

### Autres compétitions
- 2018
  - 1er du keirin à la Cottbuser Sprinter Cup
  - 1er du keirin du GP d'Allemagne
  - 3e de la vitesse individuelle du GP d'Allemagne